# Datel knížecí
Datel knížecí (Campephilus principalis) je jeden z největších šplhavých ptáků světa.

## Popis
Dosahuje až 51 cm na délku a rozpětí křídel činí až 76 cm. Samec je černý s červenou chocholku, ruční letky jsou bílé, od hřbetu po tvářích mají bílé pruhy. Samice oproti samcům mají černou chocholku. Obě pohlaví mají slonovinově zbarvený zobák (také tomu napovídá i anglický název Ivory billed woodpecker), což lze přeložit jako datel slonovinozobý.

## Výskyt
Jeho domovem jsou pralesy na jihovýchodě Spojených států amerických, samostatný poddruh žije také na Kubě.

## Ohrožení a status
V roce 1920 byl datel knížecí považován za vyhynulý druh, o 24 let později byla ve zbytku lesa spatřena samice. Příčinou vyhynutí byla nadměrná těžba dřeva. Ubývání přirozeného prostředí a v menší míře také lov ztenčily jeho stavy natolik, že není jasné, zda vůbec nějaký jedinec ještě přeživá. V současnosti v podstatě neexistují lesní porosty, které by byly schopné udržet životaschopnou populaci datla knížecího. Druh je Mezinárodním svazem ochrany přírody klasifikován jako kriticky ohrožený, přičemž je považován za pravděpodobně vyhynulý.

## Galerie

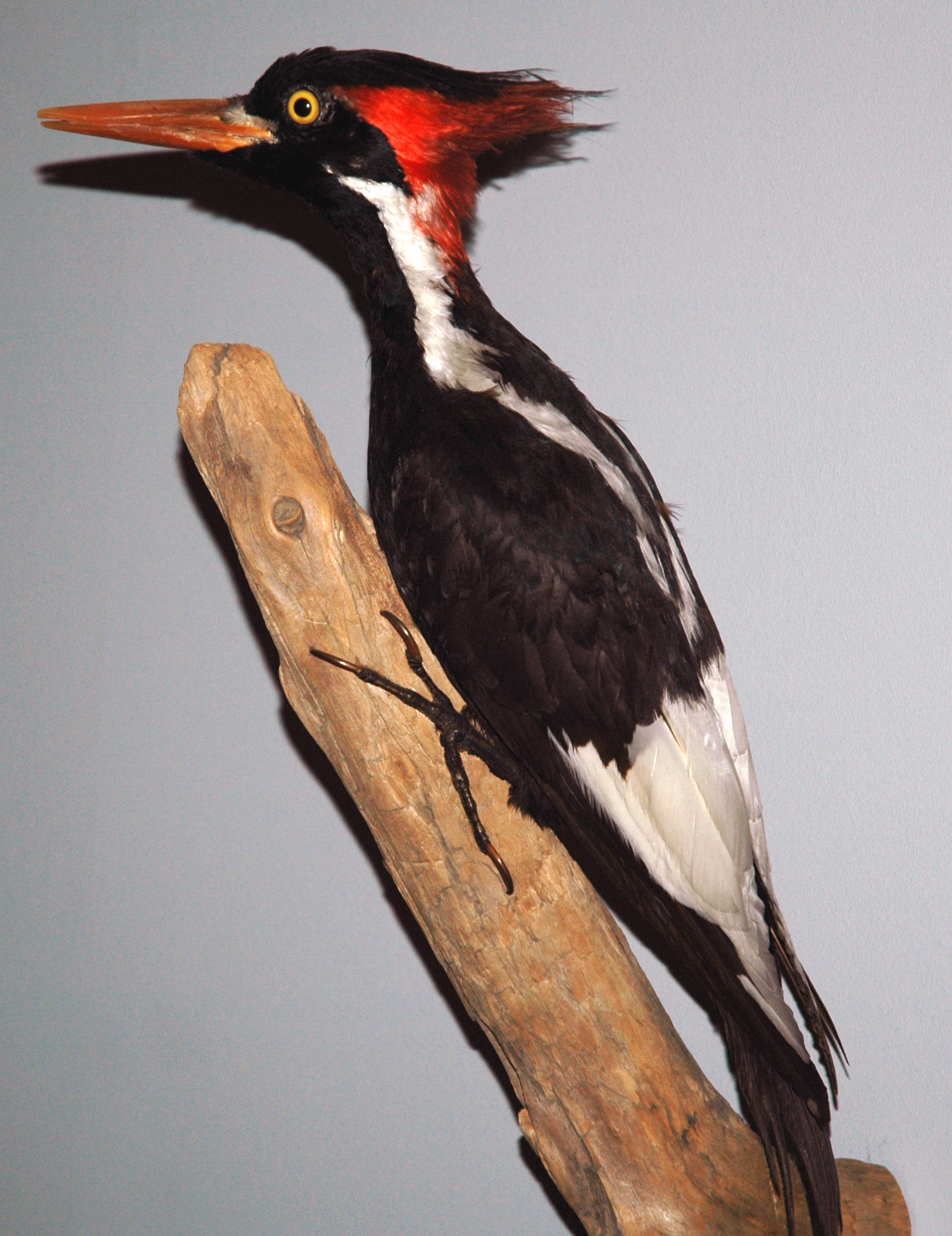
Campephilus principalis
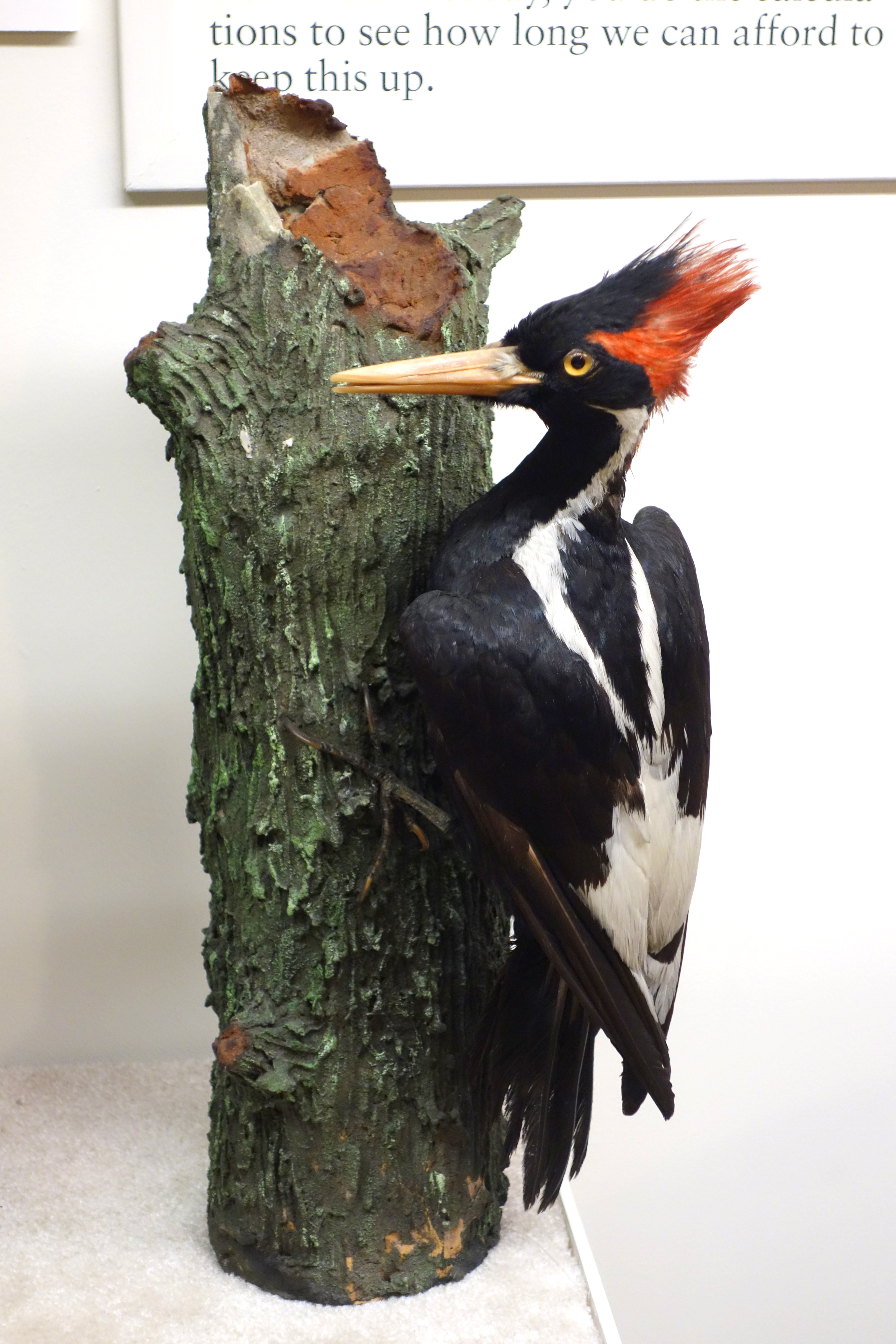
Campephilus principalis
Campephilus principalis
Campephilus principalis
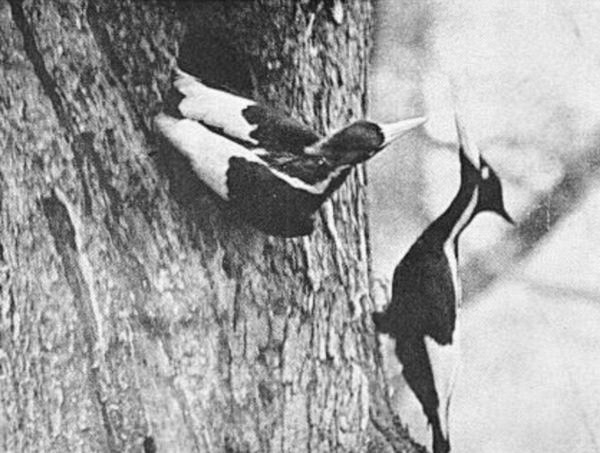
Campephilus principalis